# Hélianthème des Apennins
Pour les autres emplois du terme, voir Apennin (homonymie).
Helianthemum apenninum
Espèce
Classification phylogénétique
Statut de conservation UICN

 LC  : Préoccupation mineure
L'Hélianthème des Apennins (Helianthemum apenninum) est une petite plante vivace appartenant à la famille des Cistacées et au genre Helianthemum, poussant dans les régions méridionales de l'Europe et reconnaissable notamment à ses fleurs à cinq pétales blancs portant un onglet jaune.

## Sous-espèces et variétés
- Helianthemum apenninum subsp. apenninum
- Helianthemum apenninum subsp. croceum
- Helianthemum apenninum var. apenninum
- Helianthemum apenninum var. virgatum, à fleurs rosées

## Description

### Écologie et habitat

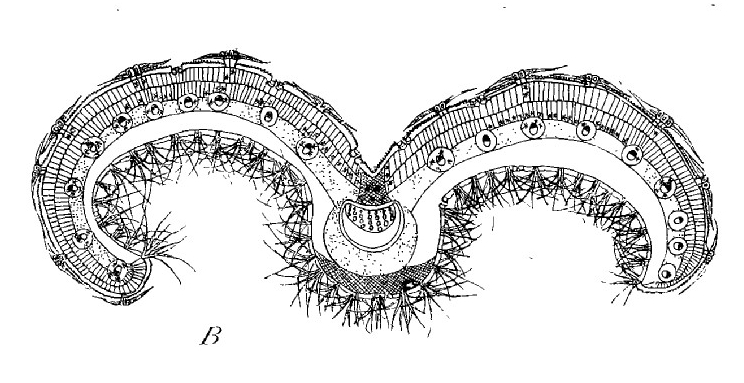
Coupe transversale d'une feuille d'Helianthemum appeninum montrant les poils protecteurs contre l'évapo-transpiration.

On rencontre cette espèce au nord du bassin méditerranéen et à l'ouest de l'Afrique du Nord, aussi en montagne (Alpes du Sud) jusqu'à 1 800 mètres. On peut la trouver parfois en Europe occidentale jusqu'au sud de l'Angleterre, mais elle y est plus rare. La variété à fleurs roses est présente aux Baléares et dans le nord-ouest de l'Italie. Cette plante pousse presque exclusivement sur le calcaire, dans les prés rocailleux et au bord des chemins. Elle est adaptée à supporter la sécheresse grâce à de nombreux poils protecteurs limitant la transpiration.
- Floraison : d'avril à juillet
- Pollinisation : entomogame
- Dissémination : épizoochore

### Morphologie générale et végétative
Sous-arbrisseau lâche, ramifié à la base, d'une hauteur de 15 à 50 cm. Tige étroite et velue, ligneuse à la base. Feuilles à très court pétiole, opposées, entières, très étroites (elliptiques à linéaires), plus ou moins enroulées sur les bords, de couleur vert grisâtre en raison de leur importante pilosité. Présence de petites stipules linéaires persistantes.

### Morphologie florale
Inflorescence en cyme pouvant comporter jusqu'à dix fleurs. Les fleurs en boutons sont inclinées. Calice à cinq sépales très velus, deux d'entre eux plus petits que les trois autres. Corolle (environ 2 cm) à cinq pétales légèrement froissés, blancs avec un onglet jaune. Très nombreuses étamines jaunes, toutes fertiles.

### Fruit et graines
Le fruit est une capsule à trois valves.